# معطم بن عدی
مُطعِم بن عدی بن نوفل، یکی از اهالی مکه و از قبیله قریش است که فرزندش جبیر بن مطعم یکی از صحابی پیامبر اسلام است. وی در زمان محمد زندگی می‌نمود ولی تا پایان عمر اسلام را نپذیرفت؛ با این حال وی نزد مسلمانان مورد احترام بوده‌است. علت این احترام‌ها، موافقت با تبلیغ اسلام توسط مسلمین بوده‌است، همچنین وی یکی از شش نفری بوده که با نقض عهدنامه قریش در تحریم محمد و مسلمانان -که سبب ماجرای شعب ابی‌طالب شد- موافقت کرد.

## حمایت از محمد
بعد از بازگشت محمد و زید بن حارثه از سفر تبلیغی به طائف، مطعم بن عدی اعلام عمومی کرد که محمد تحت حمایت اوست و محمد نیز به خانه وی وارد شده و شب را در خانه وی گذارند. صبح روز بعد نیز مطعم به همراه فرزندانش، محمد را تا مسجدالحرام همراهی کردند. ابوسفیان با دیدن این صحنه، از تعقیب محمد ناامید شد و محمد نیز بعد از طواف به خانه خود بازگشت. این جریان در کتاب‌های معتبر و متعدد آمده‌است.
پس از آنکه در سال اول هجرت پیامبر به مدینه خبر درگذشت مطعم به آن جا رسید، محمد متذکر عمل نیک او شد، همچنین بعد از جنگ بدر که گروهی از مشرکین قریش به اسارت مسلمانان درآمدند، محمد گفت: «هرگاه مطعم زنده بود و از من تقاضا می‌کرد که همه اسیران را آزاد کنم، تقاضای او را رد نمی‌کردم»
عایشه قبل از ازدواج با محمد، نامزد جبیر بن مطعم بوده که این نامزدی بهم خورد. برخی بر این باورند که عایشه همسر جبیر بن مطعم بوده و حاصل این ازدواج پسری به نام عبدالله بوده‌است. برخی دیگر نیز نگرانی مطعم و همسرش از مسلمان شدن پسرشان، دلیل این جدایی دانستند.

## وفات
معطم در سال‌های پایانی عمر خود، نابینا شده بود و در مکه و قبل از وقوع جنگ بدر در حدود ۹۰ سالگی از دنیا رفت. تاریخ مرگ وی را یکی از روزهای ماه صفر در سال دوم هجرت دانسته‌اند. در رثای او حسان بن ثابت قصیده‌ای سروده‌است:
| أَیَا عَیْنُ فَابْکِی سَیّدَ الْقَوْمِ وَاسْفَحِی |  | بِدَمْعٍ وَإِنْ أَنْزَفْتِهِ فَاسْکُبِی الدّمَا   |
| وَبَکّی عَظِیمَ الْمَشْعَرَیْنِ کِلَیْهِمَا      |  | عَلَی النّاسِ مَعْرُوفًا لَهُ مَا تَکَلّمَا   |
| فَلَوْ کَانَ مَجْدٌ یُخْلَدُ الدّهْرَ وَاحِدًا   |  | مِنْ النّاسِ أَبْقَی مَجْدُهُ الْیَوْمَ مُطْعِمَا |
| أَجَرْتَ رَسُولَ اللّهِ مِنْهُمْ فَأَصْبَحُوا    |  | عَبِیدَک مَا لَبّی مُهِلّ وَأَحْرَمَا        |
| فَلَوْ سُئِلَتْ عَنْهُ مَعَدّ بِأَسْرِهَا        |  | وَقَحْطَانُ أَوْ بَاقِی بَقِیّةِ جُرْهُمَا      |
| لَقَالُوا هُوَ الْمُوفِی بِخُفْرَةِ جَارِهِ    |  | ذِمّتِهِ یَوْمًا إذَا مَا تَذَمّمَا         |
| فَمَا تَطْلُعُ الشّمْسُ الْمُنِیرَةُ فَوْقَهُمْ   |  | عَلَی مِثْلِهِ فِیهِمْ أَعَزّ وَأَعْظَمَا       |
| وَآبَی إذَا یَأْبَی، وَأَلْیَنَ شِیمَةً      |  | وَأَنْوَمَ عَنْ جَارٍ إذَا اللّیْلُ أَظْلَمَا   |